# Puerto Parra
Puerto Parra est une municipalité colombienne située dans le département de Santander.